# رون تورنر (لاعب دوري الرغبي)
رون تورنر (بالإنجليزية: Ron Turner)‏ هو لاعب دوري الرغبي أسترالي، ولد في 1945.